# Time Bandit
Time Bandit es un videojuego de acción diseñado por Bill Dunlevy y Harry Lafnear, y publicado por MichTron en 1983. Fue adaptado para TRS-80 Color Computer y Dragón 32, pero consiguió su mayor popularidad varios años más tarde con su versión para Atari ST. Hubo también versiones para Commodore Amiga y MS-DOS.

## Gameplay
En cada nivel (a vista de pájaro) el jugador tiene que reunir llaves para abrir puertas que dan acceso a la salida. Entre niveles, el jugador escoge el próximo nivel entre 16 diferentes "Timegates," que le trasladan a un mundo diferente, cada uno de los cuales tiene que ser completado dieciséis veces, siendo progresivamente más difíciles. Los mundos varían en carácter y dificultad. Algunos mundos incorporan elementos de aventura conversacional y la mayoría contiene referencias a otros juegos populares de la época, como Pac-Man y Centipede. Además del objetivo primario de salir de cada nivel hay misiones opcionales que proporcionan al jugador diferentes "artefactos" cuando son completadas.
El juego también presenta un "Modo de Duelo" para dos jugadores. En este modo, se utiliza una pantalla partida para que jueguen simultáneamente dos amigos, ya sea en combate o en cooperación.

## Desarrollo
Según Harry Lafnear el juego está basado en el arcade de 1982 Tutankham. En Atari ST y Amiga las versiones tienen semejanzas visuales al Gauntlet, pero Gauntlet salió al mercado en 1985, después de que el desarrollo de Time Bandit hubiese finalizado.

## Recepción
Lafnear Estima que se vendieron 75 000 copias, la mayoría para Atari ST.
Jerry Pournelle, de BYTE, lo nombró juego del mes en septiembre de 1986. El juego fue bien recibido por Antic, Compute!, y Byte por su gameplay y sus gráficos, pero aun así criticaron que no tuviese nada de música.

## Legado
Harry Lafnear, uno de los autores originales del juego, publicó en 2010 Timelord's Handbook, un libro de pistas y manual para el juego. Además de pistas, el libro incluye datos sobre la historia en la que se basa el juego y sobre sus creadores.